# إ.ت.ت. 2
إ.ت.ت. 2 هو اختصار عبارة «الإذاعة والتلفزة التونسية القناة الثانية». هذا الاسم حملته القناة الثانية للتلفزة التونسية بين تاريخ إنشائها في 12 جوان واختفائها في النصف الثاني من 1989.
كانت هذه القناة تبث برامجها بالفرنسية لساعات محدودة في اليوم (بين الثامنة والنصف مساء والحادية عشرة ما عدا في نهاية الأسبوع حيث كان إرسالها ينطلق في السابعة مساء وينتهي يوم السبت في منتصف الليل).
كانت هذه القناة تعمل في نطاق ضيق (استديو وحيد) وبميزانية محدودة لا تتعدى عشر ميزانية التلفزة الوطنية. اعتمدت أساسا على بث برامج القناة الثانية الفرنسية وشبكة تي في 5.
في جوان1989 اتفقت الحكومتان التونسية والفرنسية على بث برامج القناة الثانية الفرنسية مباشرة على الشبكة الأرضية للقناة الثانية للتلفزة التونسية وكانت تلك نهاية إ.ت.ت. 2.
الشبكة الأرضية للقناة الثانية للتلفزة التونسية تحتلها حاليا بشكل كامل قناة 21 منذ أكتوبر1999 بعد أن تمّ إلغاء بث برامج القناة الثانية الفرنسية.